# Jean-Claude Grêt
Jean-Claude Grêt (né le 21 octobre 1930 à Lausanne et mort le 10 juillet 2001 à Yvonand) est un coureur cycliste suisse. Professionnel de 1953 à 1959, il a été champion de Suisse sur route en 1958. Il a participé au Tour de France en 1956 et 1958.

## Palmarès
- 1956
  - 2e du Tour du Nord-Ouest de la Suisse
- 1958
  -  Champion de Suisse sur route
- 1959
  - 2e du Tour de l'Oise

## Résultats sur les grands tours

### Tour de France
- 1956 : 60e du classement général
- 1958 : 67e du classement général